# Foxearth
Foxearth – wieś w Anglii, w hrabstwie Essex, w dystrykcie Braintree. Leży 40 km na północ od miasta Chelmsford i 84 km na północny wschód od Londynu.